# Japon aux Jeux olympiques d'été de 1924
Le Japon participe aux Jeux olympiques d'été de 1924 à Paris en France.
L'équipe olympique japonaise, composée de 19 sportifs, se classe, avec une médaille, au vingt-troisième rang du classement des nations.

## Liste des médaillés japonais

### Médailles de bronze
| Sport                   | Discipline      | Sportifs         | Performance |
| Médailles de bronze : 1 |                 |                  |             |
| Lutte                   | Lutte libre (H) | Katsutoshi Naitō |             |